# Tiroler Bergschaf
Das Tiroler Bergschaf ist eine Hausschafrasse, die in den Tiroler Alpen gehalten wird. Die Rasse geht auf das Steinschaf und vor allem auf das norditalienische Bergamaskerschaf zurück. Seit den 1930er Jahren ist es eine einheitliche Rasse. Das Tiroler Bergschaf war seinerseits der Ausgang für die Züchtung des Braunen Bergschafs.

## Aussehen
Das Tiroler Bergschaf gilt als groß bis mittelgroß. Sie sind reinweiß und dürfen keine Pigmente oder Birkaugen aufweisen. Charakteristisch sind die langen, breiten und hängenden Ohren sowie der schmale, stark geramste und hornlose Kopf. Für die Zucht ist das bedeutendste Merkmal, dass das Tiroler Bergschaf sehr fruchtbar ist und zwei Mal pro Jahr Nachwuchs bekommen kann. Im Schnitt bekommt ein Tiroler Bergschaf 1,8 bis 2,5 Lämmer pro Jahr. Schafe der Rasse werden bei einer Widerristhöhe von maximal 90 cm bis zu 90 kg, Widder bei einer Widerristhöhe von maximal 100 cm bis zu 130 kg schwer. Die Ergiebigkeit der Wolle beträgt bei Schafen 2,5 bis 4,0 kg und bei Widdern 3,0 bis 5,0 kg pro Jahr.

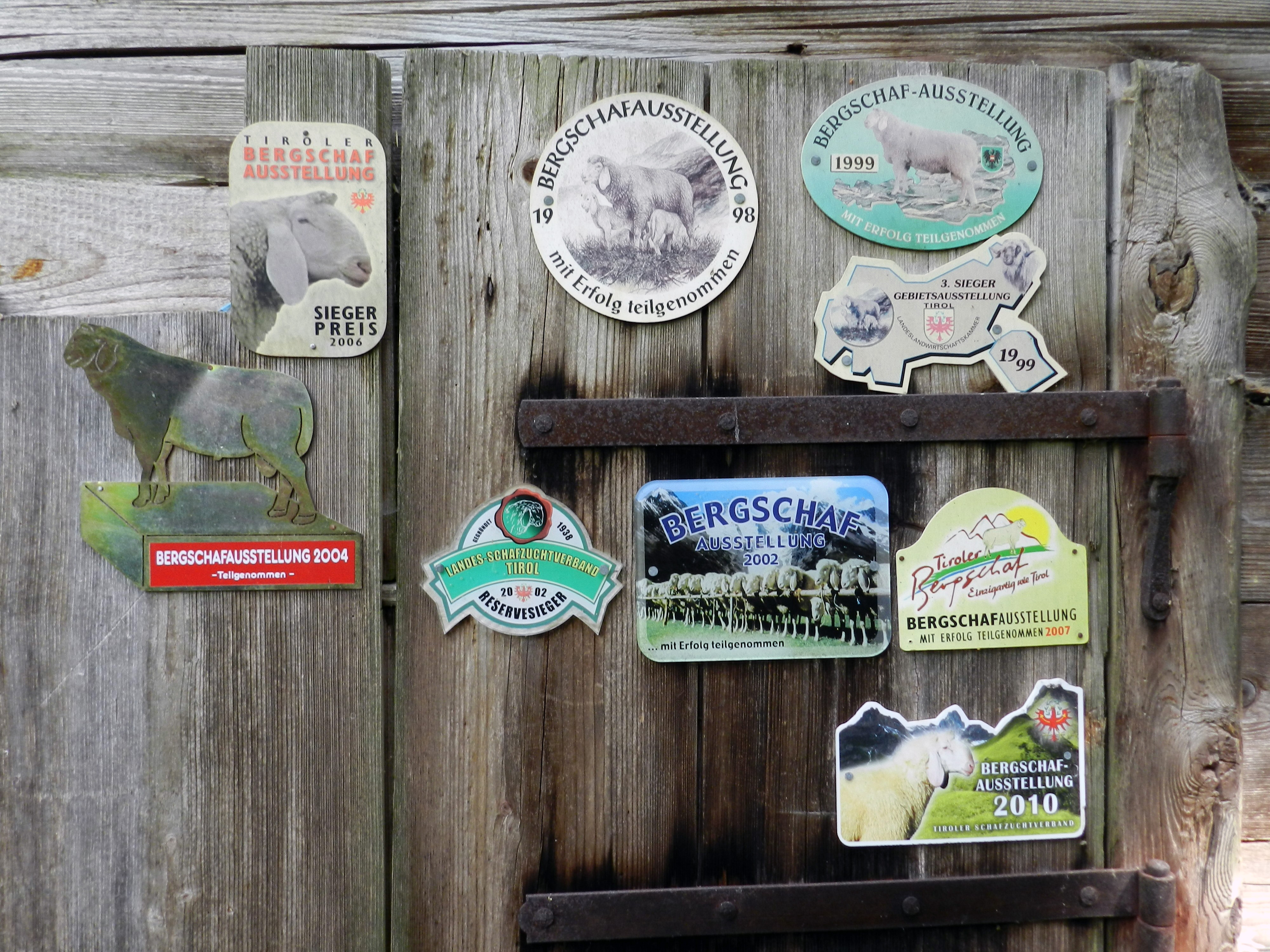
Plaketten von Bergschaf-Ausstellungen an einem Stall in Brandberg

## Belege
1. 1 2 3  Tiroler Bergschaf bei Österreichischer Bundesverband für Schafe und Ziegen
2. ↑  Tiroler Bergschaf beim Niederösterreichischen Landeszuchtverband für Schafe und Ziegen